# Suranadi
Suranadi is een bestuurslaag in het regentschap West-Lombok van de provincie West-Nusa Tenggara, Indonesië. Suranadi telt 5713 inwoners (volkstelling 2010).